# Tuoba tiosianus
Tuoba tiosianus är en mångfotingart som först beskrevs av Yoshioki Takakuwa 1934.  Tuoba tiosianus ingår i släktet Tuoba och familjen storjordkrypare. Inga underarter finns listade i Catalogue of Life.